# 돈 레드먼
돈 레드먼(Donald Matthew Redman, 1900년 7월 29일 ~ 1964년 11월 30일)은 미국의 재즈 음악가이다.

## 생애
웨스트버지니아의 음악적인 가정에서 태어났다. 3세에 트럼펫을 연주하기 시작했고, 12세가 되어서는 피아노와 트럼펫에서 오보에까지 모든 관악기에 능해졌다. 조슈아 레드맨의 증조삼촌이다.

## 음반
- Wrappin' It Up (2005) (Membran)
- Sweet and Hot (2007) (Le Chant du Monde)
- Doin' What I Please (1994) (ASV/Living Era)